# Британская экспедиция на Джомолунгму (1922)
Брита́нская экспеди́ция на Джомолу́нгму 1922 го́да (англ. 1922 British Mount Everest expedition) — альпинистская экспедиция, целью которой было первое восхождение на вершину Джомолунгмы. Также впервые были использованы кислородные баллоны. Поскольку Непал был закрыт для посещения жителями западных стран, подойти к горе с южной стороны было нельзя. Экспедиция пыталась взойти на Джомолунгму с севера, со стороны Тибета.
Перед этим Британская разведывательная экспедиция на Джомолунгму 1921 года обследовала восточные и северные окрестности пика. В поисках более лёгкого маршрута Джордж Мэллори, который позже стал единственным человеком, участвовавшим во всех трёх британских экспедициях (1921, 1922 и  1924 годов), открыл путь, который, по его мнению, мог привести на вершину.
Однако, добиться цели этой экспедиции не удалось. Первые две попытки закончились неудачей, а третья — трагедией: семь носильщиков погибли под лавиной, сход которой был вызван их же прохождением. Это стало первым задокументированным случаем гибели людей при попытке восхождения на Джомолунгму.
Во время второй попытки восхождения экспедиция установила мировой рекорд высоты восхождения: 8326 метров над уровнем моря. Этот рекорд был побит следующей британской экспедицией на Джомолунгму в 1924 году.

## Подготовка
Британские экспедиции на Джомолунгму в 1920-х годах планировались и управлялись британским «Альпийским клубом» и «Королевским географическим обществом», совместно учредившими «Комитет Джомолунгмы».
Благодаря работе разведывательной экспедиции 1921 года, данная экспедиция уже имела карты окрестностей Джомолунгмы, а также знала, что лучшее время года для восхождения на вершину — апрель-май, до начала сезона муссонов. Это было учтено при планировании этой экспедиции и следующей, состоявшейся в 1924 году  .
Джон Ноэль (англ. John Noel) стал официальным фотографом экспедиции. Он взял с собой три кинокамеры, две панорамные камеры, четыре фотокамеры с фотопластинками (англ. sheet camera), одну стереокамеру и пять плёночных фотокамер модели «Vest Pocket Kodak». Последние имели очень небольшие по тем временам габариты и вес, и альпинисты могли их взять с собой на большие высоты. Именно на них предполагалось заснять возможное восхождение на вершину. Кроме того, у экспедиции была специальная «чёрная палатка» для фотографических работ. Работа экспедиции была запечатлена во множестве фотографий и одном кинофильме.

## Использование баллонного кислорода при восхождении
Альпинисты экспедиции 1922 года впервые опробовали баллонный кислород во время восхождения на высоту, уже относящуюся к «зоне смерти». Предыдущая экспедиция на Джомолунгму тоже брала с собой кислородные баллоны, но так  ими и не воспользовалась. Одним из первых, кто указал возможность использования кислородных приборов альпинистами, был учёный Александр Митчел Келлас. Но существующие в то время кислородные приборы, сделанные по образцу шахтёрских самоспасателей, были, по его мнению, слишком тяжелы для использования в высокогорье. Келлас участвовал в разведывательной экспедиции 1921 года, но умер на пути к Джомолунгме. Немногие приняли во внимание инновационные идеи Келласа, возможно, потому, что его научная работа была продолжением любительской традиции. Большей популярностью пользовались эксперименты с сосудами под давлением профессора химии Дрейера (англ. Georges Dreyer), изучавшего проблемы полётов  Королевских военно-воздушных сил, с которыми приходилось сталкиваться во время Первой мировой войны. По результатам его экспериментов (частично проведённых совместно с Джорджем Финчем (англ. George Finch)) получалось, что выжить на больших высотах можно только при снабжении дополнительным кислородом.
С учётом данных того исследования, в данной экспедиции использование баллонного кислорода планировались заранее. Один баллон содержал примерно 240 литров кислорода. Четыре баллона крепились на несущей раме, которую нёс  альпинист. Маска надевалась на нос и рот, трубка входила в рот. Всё это, вместе с дополнительными элементами конструкции, весило около 14,5 кг - очень тяжёлый для альпиниста дополнительный груз. Десять таких систем вошли в состав экспедиционного оборудования. Дрейер также предложил величины необходимого расхода кислорода: на высоте 7000 метров над уровнем моря — 2 литра в минуту, на вершине Джомолунгмы — до 2,4 л/мин. В результате, каждого баллона хватало на два часа, а четырёх баллонов — максимум на 8 часов восхождения. Для сравнения: в настоящее время кислородные баллоны объёмом 3 или 4 литра заправляются кислородом при давлении 250 бар, и при расходе 2 л/мин. одного современного баллона хватает примерно на 6 часов.
Джордж Финч участвовал в данной экспедиции, и был ответственным за кислородное оборудование, которое сам же разработал; он же проводил с другими участниками экспедиции ежедневные практические занятия по использованию баллонного кислорода. Кислородные приборы часто ломались, были малопрочными и тяжёлыми, степень заполнения их кислородом была низкой. Поэтому альпинисты им были совсем не рады, и многие не собирались их использовать во время восхождения. А тибетские и непальские носильщики обозвали их «английским воздухом».

## Участники экспедиции

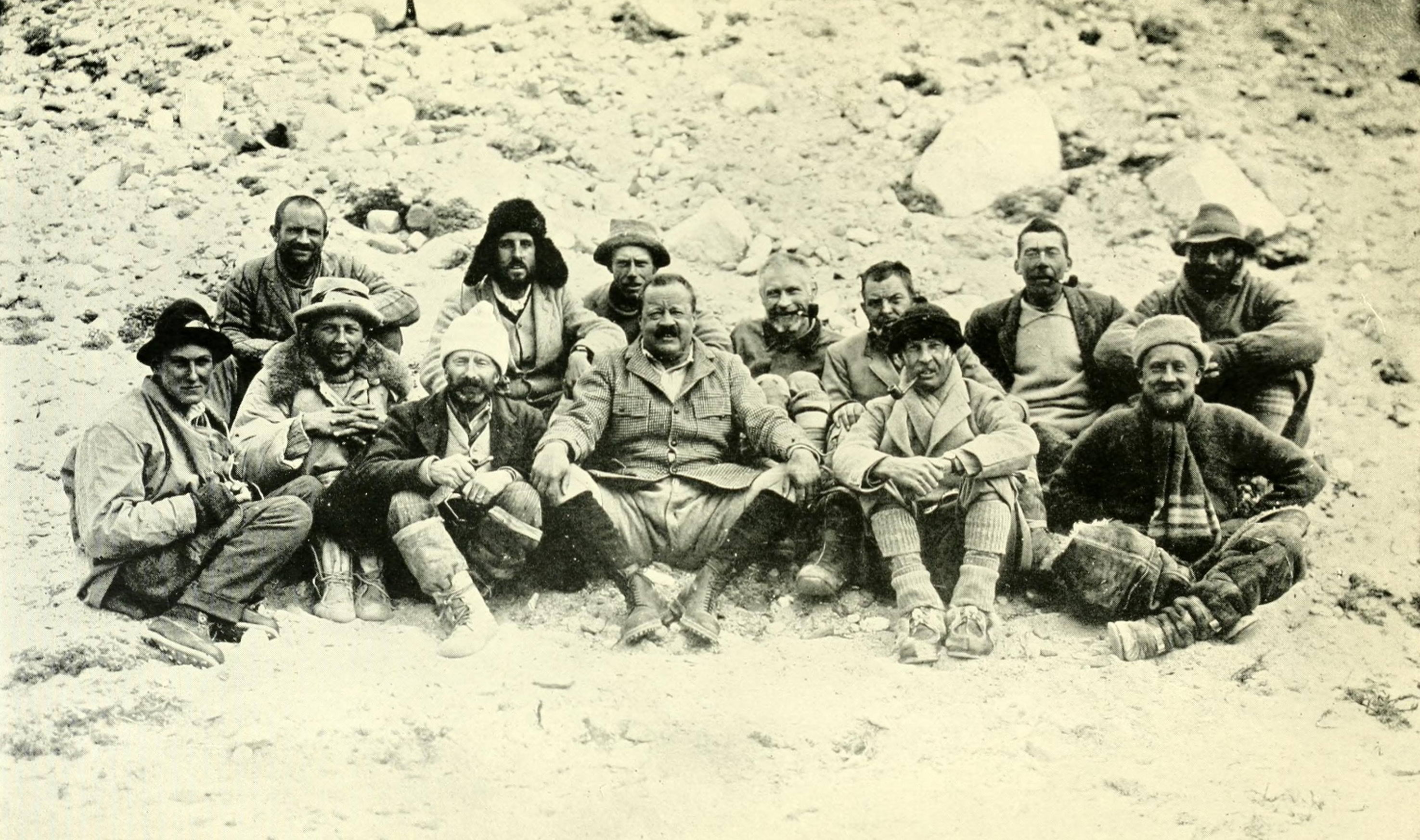
Участники экспедиции в базовом лагере.
Задний ряд, слева направо: Морсхед, Джеффри Брюс, Ноэль, Уэйкфилд, Сомервелл, Моррис, Нортон.
Передний ряд, слева направо: Мэллори, Финч, Лонгстафф, Чарльз Г. Брюс, Стратт, Кроуфорд.

При отборе участников экспедиции учитывалась не только альпинистская квалификация, но также семейное происхождение, высоко ценились воинский опыт и профессия.
| Имя                                                                    | Функция                              | Профессия                                                                         |
| ---------------------------------------------------------------------- | ------------------------------------ | --------------------------------------------------------------------------------- |
| Чарльз Гранвиль Брюс                                                   | Руководитель экспедиции              | Военный (офицер, звание: бригадный генерал)                                       |
| Эдвард Лизл Стратт (англ. Edward Lisle Strutt)                         | Заместитель руководителя и альпинист | Военный (офицер, звание: подполковник)                                            |
| Джордж Мэллори                                                         | Альпинист                            | Учитель                                                                           |
| Джордж Ингл Финч (англ. George Ingle Finch)                            | Альпинист                            | Химик (Имперский колледж Лондона)                                                 |
| Эдвард «Тэдди» Феликс Нортон                                           | Альпинист                            | Военный (офицер, звание: майор)                                                   |
| Генри Трейс Морсхед                                                    | Альпинист                            | Военный (офицер, звание: майор)                                                   |
| Др. Говард (Ховард) Сомервелл (англ. Howard Somervell)                 | Альпинист                            | Медик                                                                             |
| Др. Артур Уэйкфилд (англ. Arthur Wakefield)                            | Альпинист                            | Медик                                                                             |
| Джон Ноэль (англ. John Noel)                                           | Фотограф и кинооператор              | Военный (офицер, звание: капитан (британской армии и королевской морской пехоты)) |
| Др. Том (Томас) Джордж Лонгстафф (англ. Tom (Thomas) George Longstaff) | Врач экспедиции                      | Медик                                                                             |
| Джон Джеффри Брюс (англ. John Geoffrey Bruce), кузен Чарльза Г. Брюса) | Переводчик и организационные задачи  | Военный (офицер, звание: капитан)                                                 |
| Чарльз Джон Моррис (англ. Charles John Morris)                         | Переводчик и организационные задачи  | Военный (офицер, звание: капитан)                                                 |
| Колин Г. Кроуфорд (англ. Colin G. Crawford)                            | Переводчик и организационные задачи  | Служащий британской гражданской колониальной администрации                        |

Альпинистов сопровождала большая группа тибетских и непальских носильщиков, в конечном счёте, экспедиция насчитывала 160 человек.

## Запланированный маршрут восхождения

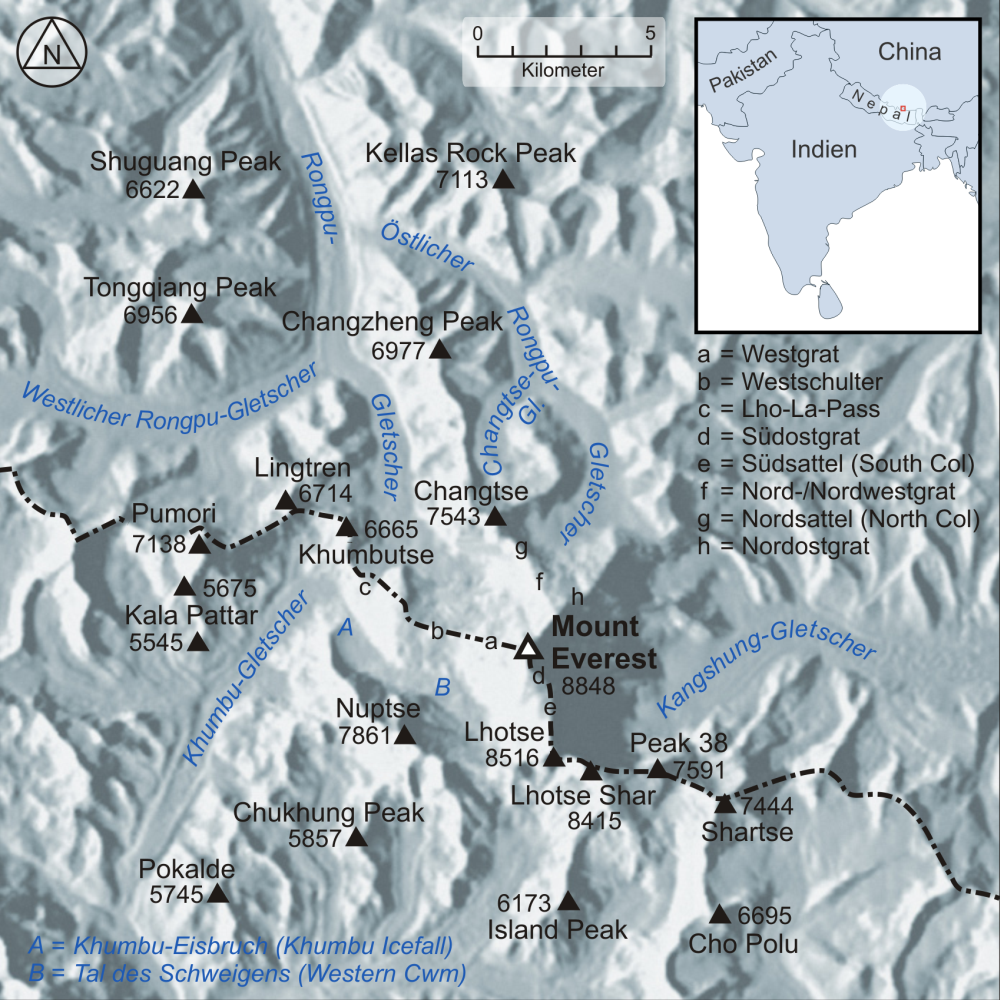
Карта региона Джомолунгмы

Посещение Непала гражданами западных стран было запрещено, и подойти к Джомолунгме с юга было невозможно. До Второй мировой войны британские экспедиции могли подойти к Джомолунгме только с северной стороны, из Тибета. Мэллори ещё в разведывательной экспедиции 1921 года нашёл проходимый маршрут через перевал Лхакпа-ла на Северную стену, и далее к вершине.
Этот маршрут начинался на Главном Ронгбуке, проходил через долину Восточного Ронгбука до обледенелых склонов Северного седла. Оттуда по Северному гребню и Северо-Восточному гребню можно было пройти к вершине-пирамиде. Но далее на пути, на высоте 8605 метров в верхней части Северо-Восточного гребня, лежало ещё неизвестное альпинистам препятствие: вторая из Трёх ступеней, высотой около 30 метров и с уклоном более 70 градусов. И только после этих ступеней путь к вершине лежал по длинным, но пологим склонам. Только в 1960 году китайская экспедиция смогла пройти по такому маршруту до вершины.
В качестве альтернативы британцы наметили обходной маршрут: по краям Северной стены и далее через Северный кулуар на Третью Ступень и к вершине (по этому маршруту шёл Райнхольд Месснер, совершивший одиночное восхождение на Джомолунгму в 1980 г.).

## Выход на маршрут

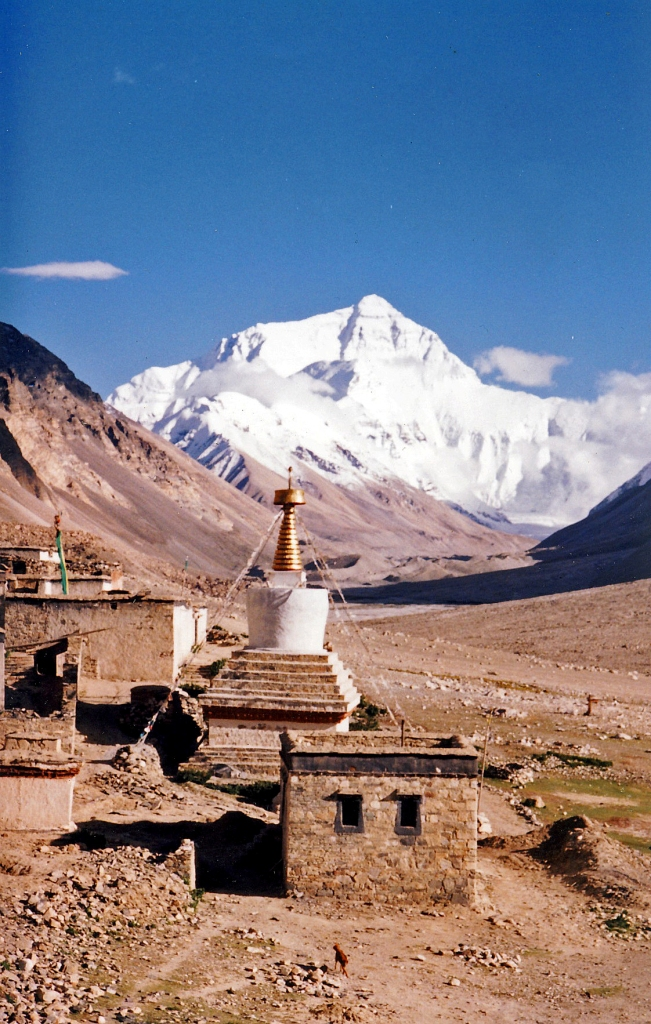
Монастырь Ронгбук. Джомолунгма на заднем плане

До базового лагеря экспедиция шла в основном тем же маршрутом, что и экспедиция 1921 года. Начав путь в Индии, участники экспедиции собрались в Дарджилинге в конце марта 1922 года. Некоторые из них прибыли на месяц раньше, чтобы решить организационные вопросы и нанять носильщиков. Для большинства участников экспедиции горное путешествие началось 26 марта. Кроуфорд и Финч задержались ещё на пару дней для того, чтобы устроить доставку кислородного оборудования, потому что комплектующие для него прибыли в Калькутту позже, чем планировалось. Но в дальнейшем таких накладок не было, и кислородные баллоны были доставлены без происшествий.
Для путешествия через Тибет у экспедиции имелось разрешение Далай-ламы. Из Дарджилинга они направились в Калимпонг, затем в Пагри, а оттуда 8 апреля отправились в Кхамбер Дзонг, в который они прибыли 11 апреля. Там группа отдыхала три дня, и там же Финч и Кроуфорд с кислородными баллонами догнали экспедицию. После все отправились в Шелкар Дзонг, а из него — на север в монастырь Ронгбук (4980 м над уровнем моря) и к месту для установки базового лагеря. Чтобы ускорить процесс акклиматизации участников экспедиции, использовались пешие прогулки и поездки верхом на лошадях. 1 мая они достигли нижнего края ледника Ронгбук, где и разбили базовый лагерь.

## Попытки восхождения
Район базового лагеря — долина Ронгбук и верхний восточный ледник Ронгбук — был известен по данным экспедиции 1921 года, но ещё никто не заходил дальше в долину Восточного Ронгбука. Потому 5 мая Стратт, Лонгстафф, Морсхед и Нортон начали первую интенсивную рекогносцировку этой долины. Передовой лагерь (англ. Advanced Base Camp (ABC)) был разбит на верхнем крае ледника, ниже обледенелых склонов Северного седла, на высоте 6400 м. Между базовым и передовым лагерями экспедиция установила ещё два: Лагерь I (5400 м) и Лагерь II (6000 м).
Местные фермеры недолго помогали в возведении и снабжении этих лагерей, так как было много работы на их фермах. Лонгстафф настолько устал от организационных и транспортных задач, что заболел и не смог принимать активное участие в дальнейших горных походах экспедиции.
10 мая Мэллори и Сомервелл покинули базовый лагерь, чтобы установить Лагерь IV на Северном седле. Всего через два с половиной часа они добрались до Лагеря II, а 11 мая уже начали взбираться на Северное седло. Разбитый ими лагерь располагался на высоте 6000 м над уровнем моря, к нему доставлялась еда. Дальнейший план был таков: первую попытку восхождения делают Мэллори и Сомервелл без использования дополнительного кислорода, потом за ними идут Финч и Нортон с кислородными приборами. Однако эти планы рухнули из-за болезни большинства альпинистов. И они решили, что более-менее здоровые Мэллори, Сомервелл, Нортон и Морсхед должны идти вместе.

### Первая попытка: без кислорода
Первая попытка восхождения на вершину была сделана Мэллори, Сомервеллом, Нортоном и Морсхедом без использования кислородных приборов и с сопровождением девяти носильщиков. 19 мая они вышли из Лагеря III, и уже в 8:45 взобрались на Северное седло. День выдался ясный; как отметил Мэллори, погода благоприятствовала альпинистам. Около часа дня они установили палатки в новом лагере. Оставшуюся часть дня альпинисты планировали переносить минимум снаряжения: две самые маленькие палатки, два двухместных спальных мешка, еду на 36 часов, газовый примус и два термоса с напитками. На каждую палатку приходилось по три носильщика, и они были здоровы.
На следующий день, 20 мая, Мэллори встал в 5:30 и поднял всю группу. Носильщики плохо спали в ночь перед этим из-за недостаточной вентиляции в их палатках и вследствие этого недостатка кислорода. Только пять из них намеревались идти выше. С приготовлением пищи на газовых горелках тоже возникли какие-то проблемы, и из-за этого группа вышла только около семи утра. Погода стала портиться, а температура воздуха стремительно снижаться. Выше Северного седла они ступили на неизвестную территорию. У носильщиков не было тёплой одежды, и они страдали от холода. Лёд на склонах Северного седла был твёрдым, и вырубать на нём ступеньки было очень трудно. Это помешало экспедиции установить лагерь на высоте 8200 метров, как они планировали. Альпинисты смогли подняться только до 7600 м и разбить там небольшой Лагерь V. Сомервелл и Морсхед смогли установить свою палатку ровно, но Мэллори и Нортону достался неудобный склон в полусотне метров от товарищей. Носильщики были отосланы вниз.
21 мая четверо альпинистов вылезли из спальных мешков примерно в 6:30, и около 8 часов утра были готовы идти. Во время приготовлений один рюкзак с едой свалился вниз. Морсхед, страдавший от холода, смог спуститься и достать этот рюкзак, но после этого спуска и подъёма у него уже не было сил, чтобы подниматься дальше. Мэллори, Сомервелл и Нортон продолжили восхождение; они шли по Северному гребню к верхней части Северо-Восточного гребня. Прошёл небольшой снегопад. По словам Мэллори, идти по заснеженным склонам было нетрудно. Вскоре после 2 часов дня альпинисты решили возвращаться. Они были на 150 м ниже гребня, взяли высоту 8225 метров над уровнем моря, и это стало мировым рекордом высоты альпинистского восхождения. Около 16:00 они вернулись в Лагерь V к Морсхеду —  уже по темноте, пройдя опасный, полный расселин ледник, расположенный выше. На его скользком склоне чуть было не сорвались все вместе, но Мэллори смог удержаться с помощью верёвки и ледоруба, и удержать остальных.
22 мая в 6 часов утра альпинисты начали спуск с Северного седла.

### Вторая попытка: с кислородом
| зелёная линия     | Обычный маршрут, в основном пройден в 1922 г., высотные лагеря около 7700 и 8300 м. Современный лагерь на 8300 — немного западнее (отмечен другим треугольником) |
| красная линия     | Большой кулуар или Северный кулуар |
| тёмно-синяя линия | Кулуар Хорнбейн |
| ?                 | Вторая ступень, 8605 м н.у.м., высота ступени ок. 30 м, класс 5-9                                                                                                |
| a)                | Точка на высоте ок. 8325 м, до которой дошёл Джордж Финч с кислородными баллонами                                                                                |

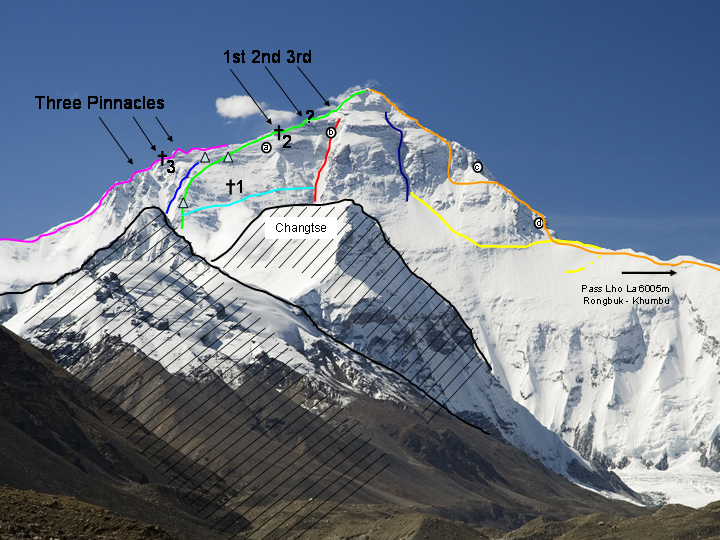
Северная стена Джомолунгмы. Маршруты и ключевые точки

Вторую попытку восхождения предприняли Джордж Ингл Финч, Джеффри Брюс и гуркхский офицер Тежбир (Tejbir), которые использовали кислородное оборудование. 20 мая они прибыли в Лагерь III; кислородные баллоны для них были доставлены в этот лагерь несколькими днями раньше. Баллоны были проверены, и оказались в хорошем состоянии.
24 мая участники этой группы восхождения поднялись на Северное седло вместе с Ноэлем. С 8 утра следующего дня Финч, Брюс и Тежбир пошли по Северному гребню на Северо-Восточный. Мешал сильный ветер. Двенадцать носильщиков доставляли баллоны и другое оборудование. Это был первый успешный опыт использования кислородных приборов при восхождении на большие высоты. Три альпиниста с кислородными приборами шли значительно быстрее, чем носильщики без этих приборов, несмотря на то, что они несли более тяжёлый груз. Ветер усиливался, и группе восхождения пришлось остановиться и разбить лагерь на высоте 7600 м. В этом лагере пришлось задержаться, потому что 26 мая погода ухудшилась.
27 мая было решено продолжать восхождение. Еды почти не осталось, потому что столь длительное восхождение не планировалось. Тем не менее, в 6:30 они вышли. Было солнечно, но ветер неуклонно усиливался и задерживал продвижение. Тежбир не имел подходящей одежды, шёл всё медленнее и медленнее, и в конце концов прервал восхождение на высоте 7925 м. Финч и Брюс послали его обратно в лагерь, а сами продолжили путь к Северо-Восточному гребню, уже не в связке.
Достигнув высоты 7950 м, Финч изменил маршрут из-за ветра, решил идти по склону Северной стены и Северному кулуару. Какое-то время они хорошо продвигались по горизонтали, но не набирали высоту. Потом, уже на высоте 8326 м, случилась неполадка с кислородным прибором Брюса. Финч установил, что Брюс истощён, и они повернули обратно. Во время этого восхождения снова был побит мировой рекорд высоты. В 16 часов альпинисты вернулись в лагерь на Северном седле, а ещё через полтора часа пришли в Лагерь III на верхнем Восточном Ронгбуке.

### Третья попытка: лавина
Врач экспедиции считал, что третья попытка восхождения была невозможна, потому что все альпинисты сильно устали или были больны. Однако, Сомервелл и Уэйкфилд не увидели в том больших рисков, и третья попытка была предпринята.
3 июня Мэллори, Сомервелл, Финч, Уэйкфилд и Кроуфорд вместе с 14 носильщиками вышли из базового лагеря. Финч покинул группу в Лагере I. Остальные прибыли в Лагерь III 5 июня и провели в нём один день. Мэллори был впечатлён силой Финча, который на предыдущей попытке восхождения подошёл к вершине и по горизонтали, и по вертикали намного ближе, чем кто-либо до него. Теперь и Мэллори хотел использовать кислородный прибор.
7 июня Мэллори, Сомервелл и Кроуфорд повели носильщиков через покрытые льдом склоны Северного седла. Мэллори допустил ошибку: он попытался пройти через обледенелые склоны седла напрямик, вместо того, чтобы идти в обход по менее крутым склонам. 17 человек были разбиты на четыре группы-связки. Европейские альпинисты шли в первой группе и утаптывали снег. Одно из скоплений снега на их пути оказалось неустойчивым. Мэллори, Сомервелл и Кроуфорд были частично засыпаны снегом, но сумели выбраться, а идущая следом за ними группа попала под новую, 30-метровую лавину из тяжёлого снега. Другие девять носильщиков, идущие в двух группах, сорвались в расселину, и их засыпало огромной массой снега. Двое из них смогли выбраться, шестеро погибли и ещё один пропал без вести и был признан умершим.
Сохранились имена погибших: Дородже (Dorje), Норбу (Norbu), Пасанг (Pasang), Пема (Pema), Сангэ (Sange), Тупак (Tupac) и Тэмба (Temba). Их смерть открыла скорбный список людей, погибших при восхождении на Джомолунгму; о более ранних случаях достоверно не известно.
Это происшествие положило конец и восхождению, и всей экспедиции.
2 августа вся экспедиция вернулась в Дарджилинг.

## После экспедиции
Вернувшись в Англию, Мэллори и Финч устроили турне по стране с лекциями об экспедиции. Это было сделано с двумя целями: во-первых, ознакомить заинтересованную публику с историей экспедиции и её результатами, а во-вторых — собрать деньги на следующую экспедицию.
Мэллори также предпринял трёхмесячную поездку по США. Там его спрашивали, почему он так хочет покорить Джомолунгму. Его ответ: «потому, что она есть» (англ. because it is there) стал классикой.
Следующая экспедиция на Джомолунгму, намеченная на 1923 год, была отложена по финансовым и организационным причинам. Было недостаточно времени на подготовку, и новая экспедиция состоялась в 1924 году.
Кинофильм «Восхождение на Эверест» (англ. Climbing Mount Everest), отснятый Ноэлом во время экспедиции, также был показан публике. Он демонстрировался на протяжении десяти недель в ливерпульском «Филармоническом холле» (англ. Philharmonic Hall).
На зимних Олимпийских играх 1924 года участники экспедиции были награждены олимпийскими медалями по альпинизму. Для каждого из 13 участников Пьер де Кубертен презентовал специальную серебряную медаль с золотым покрытием.

## Внешние ссылки
- Mount Everest Expedition 1922 Images (англ.). Фотографии экспедиции на сайте КГО.

## Заметки
1. ↑  Очевидно, имеется в виду объём кислорода при нормальном атмосферном давлении.
2. ↑  В переведённом (видимо, с немецкого на английский) источнике утверждается, что этот филармонический холл находился в Лондоне, а не в Ливерпуле.

## Список литературы
- Красилова Екатерина. Избранник Эвереста. Жизнь и смерть Джорджа Меллори. — София; Москва: Pensoft, 2004. — 176 с. — ISBN 954-642-220-7.
- статья Мэллори, Дж. Г. Л. Первое высокое восхождение в Викитеке
- David Breashears, Audrey Salkeld. Mallorys Geheimnis: was geschah am Mount Everest? — München: Steiger, 2000. — 240 S. — ISBN 3896522205, 9783896522207.
- Bruce, Charles Granville. Darjeeling to the Rongbuk Glacier Base Camp (англ.) // The Geographical Journal : журнал. — The Royal Geographical Society (with the Institute of British Geographers), 1922. — Vol. 60, no. 6. — P. 385-394.
- Bruce, Charles Granville. The assault on Mount Everest, 1922. — New York; London: Longmans, Green & Co; Edward Arnold & Co, 1923.
- Tom Holzel, Audrey Salkeld. In der Todeszone. Das Geheimnis um George Mallory und die Erstbesteigung des Mount Everest. — Goldmann Wilhelm GmbH, 1999. — 240 S. — ISBN 3-442-15076-0.
- Mallory, George H. L. The First High Climb (англ.) // The Geographical Journal : журнал. — The Royal Geographical Society (with the Institute of British Geographers), 1922. — Vol. 60, no. 6. — P. 400-412.
- Ortner, Sherry B. Life and Death on Mt. Everest: Sherpas and Himalayan Mountaineering. — Princeton University Press, 2001. — 392 p. — ISBN 9780691074481.
- Simmons, Dan. Der Berg: Roman. — Munhen: Heyne Verlag, 2014. — 768 S. — ISBN 9783641125868.
- West, John B. George I. Finch and his pioneering use of oxygen for climbing at extreme altitudes (англ.) // Journal of Applied Physiology : журнал. — American Physiological Society, 2003. — Vol. 94, no. 5. — P. 1702–1713. — doi:10.1152/japplphysiol.00950.2002. — PMID 12679344.